# マティアス・ヴェックマン
マティアス・ヴェックマン（Matthias Weckmann, 1616年ごろ テューリンゲンのニーダードルラ - 1674年2月24日 ハンブルク）は、バロック音楽初期から盛期にかけて活躍した、北ドイツの音楽家。

## 生涯
ドレスデンでハインリヒ・シュッツ率いるザクセン宮廷楽団において、少年聖歌隊員として音楽教育を受け、さらにハンブルクの聖ペーター教会にて、名高いヤーコプ・プレトリウスにオルガンを師事。
旧師シュッツが青年時代にイタリアに留学して、ジョヴァンニ・ガブリエーリやクラウディオ・モンテヴェルディに影響されたことから、ヴェックマンはドレスデン時代に、コンチェルタートや複合唱、モノディなど同時代のイタリア音楽の作曲様式を紹介された。ハンブルクでは、ヤン・ピーテルスゾーン・スウェーリンクの門人たちの作曲様式にも影響されている。ヴェックマンは1637年にシュッツに同行してデンマークを訪れた後、1638年から1642年までザクセン選帝侯の宮廷オルガニストを務め、（三十年戦争中の）1647年までにデンマークに復帰している。
1649年から1655年まで最後のドレスデン入りを果たし、ザクセン選帝侯が催した演奏対決でヨハン・ヤーコプ・フローベルガーと出逢う。二人は親友同士となり、終生にわたって互いに書簡を取り交わした。演奏対決の後の1655年に、ハンブルクの聖ヤーコプ教会専属オルガニストの称号を与えられ、余生を同地で過ごした。音楽団体「コレギウム・ムジクム」を創設するなど、ハンブルク時代が最も実り豊かな時期であった。1663年の宗教曲集は、この頃ハンブルクを襲ったペストの犠牲者（ハインリヒ・シャイデマンもその一人）を追悼するために創作された。

## 作品
ヴェックマンは、オルガンのためのコラール変奏曲やコラール前奏曲のほか、イタリア音楽やフランス音楽に影響されたチェンバロのための小品を作曲した。このほかに、3つか4つの楽器のためのソナタに加えて、声楽のための宗教曲を遺している。様式的に見ると、たいていヴェックマンは、シュッツの進歩的な傾向に従っており、コンチェルタート様式や濃密な半音階技法、対位法的・動機的な労作が認められる。この点に限ってヴェックマンは、同時代の（シュッツの後期作品にも見受けられるような）簡素化の趨勢に反している。ヴェックマンは、歴史の中に埋もれた作曲家の好例であり、バッハ以前のドイツ音楽に対する関心が19世紀に深まらなければ、作品が忘れられてしまっていたであろう。